# 6521 Піна
6521 Піна (6521 Pina) — астероїд головного поясу, відкритий 15 червня 1991 року.
Тіссеранів параметр щодо Юпітера — 3,451.